# Дятловичи (Лунинецкий район)
Дятловичи (бел. Дзятлавічы) — агрогородок в Лунинецком районе Брестской области Беларуси. Административный центр Дятловичского сельсовета. Является крупнейшим сельским населённым пунктом в Лунинецком районе.

## Общие сведения

### Происхождение названия деревни
Во всех давних печатных источниках прослеживается название Дятеловичи. Вероятно, что оно образовано от слова «дзяцелавіна» (дзяцеліна) — дикого белого клевера, который и сейчас здесь растет повсеместно. Название со временем трансформировалось в Дятловичи.
Расположена в 12 км к северу от города Лунинец на реке Цна. Деревня состоит более чем из 50 улиц, главная из которых — улица Советская. Её протяженность 5,6 км.
Население — 2258 жителей (2018). Из них 407 человек моложе трудоспособного возраста, 1290 — трудоспособного возраста, 561 — старше трудоспособного.
В деревне проживает 59 многодетных семей. За период с 1997 по 2018 год 13 женщин деревни награждены Орденом Матери за рождение 5 и более детей.
В деревне активно возводятся новые дома. По состоянию на начало 2018 года под индивидуальное строительство выделено 59 земельных участка, 50 домов находятся в стадии строительства.
Деревня газифицирована.
Деревня Дятловичи пострадала в результате катастрофы на Чернобыльской АЭС и отнесена к населенным пунктам с периодическим радиоационным контролем.
Самые популярные фамилии в деревне Дятловичи — Конопацкие (около 17 % населения), Черноокие (около 11 %), Коцубы (около 11 %), Брезины (около 6 %) и Жуки (около 6 %).
В деревне проживает 11 национальностей. Среди них — беларусы, русские, украинцы, узбеки, литовцы, молдоване, татары, поляки, осетины и др.

### Полезные ископаемые
Около Дятлович на глубине 20 м обнаружены значительные пласты глины. В настоящее время добыча глины на такой глубине является нецелесообразной.

## Герб
Герб деревни Дятловичи утверждён Указом Президента Республики Беларусь (№ 659) от 2 декабря 2008 года.
Описание герба: "В голубом поле варяжского щита изображены вверху лилиеобразный цветок серебряного цвета, внизу — серебряный крест, ниже которого примыкают два соединенных треугольника (обозначающих реку) — герб «Размер».
Административно-территориальная подчиненность Дятловичей району показана голубым фоном и изображением цветка лобелия Дортмана — символом Лунинца. Кроме райцентра, два герба в районе изображены на голубом поле — Лунин и Дятловичи, что подчеркивает историческую общность этих деревень с Лунинцем.

## История
Впервые деревня Дятловичи упоминается при следующих обстоятельствах: в 1566 г. Станислав Андреевич Давойна от имени своего родственника (сводного брата — полоцкого воеводы Станислава Давойны) продал шляхтичу Павлу Подоревскому село Дятеловичи. В 1567 г. этот владелец должен был откомондировать в войско ВКЛ 2 конных воина. Это значило, что Дятеловичи на тот момент насчитывали около 40 крестьянских дворов. Это было первое шляхетское имение на Лунинетчине, которое уже не было придатком к большим магнатским вотчинам. В 1578, 1580, 1581 гг. Дятеловичи — двор-центр имения Новогрудского повета, владение Николая Павловича Подоревского, имеет 60 служб крестьян-данников.
В скором времени Подоревские продали Дятеловичи Якубу Кунцевичу. Последний приходился родственником Барбаре Нарушевич, у которой приобрел принадлежащее ей имение Лунинец. В 1618 г. Якуб Кунцевич вместе с сыном Николаем продали Лунинец и Дятеловичи Константину Долмату. В 1620 г. насчитывалось 68 волок земли.
Особенностью имения было наличие больших крестьянских наделов — типовым был надел не в полволоки, а в целую волоку. Из 68 волок на тот момент 6,5 пустовали, остальные принадлежали 5 боярским и 58 крестьянским дворам.
В 1848 г. Дятловичи — село государственное (казённое). В 1879 г. в деревне открыт водомерный пост.
После открытия участка Барановичи-Лунинец Полесской железной дороги в декабре 1884 г. в 2 км от деревни создана станция Дятловичи. Основными грузами, погрузка которых производилась на станции: лесоматериалы, сельскохозяйственная продукция. Тут останавливался на 2 минуты почтовый поезд № 3 и товарно-пассажирский — № 7. Начальником станции Дятловичи в начале XX ст. был П. Д. Чудинович.
Сельский Совет образован 15 января 1940 года.

#### В составе Польши
Согласно Рижскому мирному договору деревня Дятловичи с 1921 по 1939 находилась в составе Польши.
В этот период была развита частная собственность. Так, в 1933 году в деревне насчитывалось 3 деревообрабатывающих предприятия, на которых работало 36 человек. В Дятловичах действовала три мельница, из них одна — паровая.
В деревне находился полицейский участок.
Согласно переписи 1931 г в деревне Дятловичи проживало 1303 человек (однако, в 1933 здесь было 1814 жителей).

#### Великая Отечественная война
Великая Отечественная война оставила глубокий след в истории деревни Дятловичи. В июне 1942 года немецко-фашистские захватчики устроили расстрел мирных жителей деревни. Причиной послужило убийство немецкого сторожа железной дороги. Было расстреляно 19 жителей. Захоронены они были возле железнодорожного переезда, где в 1967 году была установлена стела.
В 600 м на запад от деревни за участком железной дороги были расстреляны и сожжены 17 октября 1943 года 24 мирных жителя. Только спустя два месяца немецкие власти позволили перезахоронить останки погибших на местных кладбищах.
Помимо немецких отрядов в Дятловичах размещалась сотня 12-го Донского козаческого полка.
На участке железной дороги, прилегающей к деревне, а также на станции Дятловичи зачастую проводился подрыв немецких железнодорожных составов, путей, телеграфной связи. В деревне действовала подпольная комсомольская организация. Местное население сотрудничало с партизанами, из-за чего старосту деревни Бушило немцы расстреляли в Пинске.
Дятловичи были осовобождены 10 июля 1944 года.
Всего за период ВОВ в деревне было убито 200 жителей. Более 80 человек было угнано на принудительные работы в Германию. Живыми вернулись чуть больше половины.
В рядах Красной армии в ВОВ участвовало и погибло 143 уроженца деревни. В Дятловичах установлен обелиск в память о погибших односельчанах.
В общей сложности население деревни уменьшилось с 3027 человек в 1939 году до 2504 в 1944.
Одна из улиц названа в честь Кирея Еремеевича Велесюка, который являлся командиром подрывной группы во время «рейсовой войны», и погиб во время одной из диверсий на перегоне Лунинец — Дятловичи.

#### Война в Афганистане
Жертвой необъявленной войны в Афганистане 19 апреля 1984 года стал уроженец д. Дятловичи Конопацкий В. Г. В родной деревне его именем названа одна из улиц. На здании школы в память о нём установлена памятная доска. Помимо этого, ежегодно на базе школы в память о погибшем односельчанине проводятся соревнования по настольному теннису, в котором участвуют игроки из нескольких областей Беларуси.

## Инфраструктура
На территории деревни расположены: Полесская опытная станция мелиоративного земледелия и луговодства (бывший колхоз им. Калинина), цех деревообработки Лунинецкого лесхоза, Дятловичское лесничество, участок ДСУ-8, 6 магазинов, закусочная «Світанак», ГУО «Дятловичская средняя школа», ГУО «Дятловичский ясли — сад», филиал детской музыкальной школы, Дятловичский центральный сельский дом культуры, библиотека, амбулатория врача общей практики, отделение почтовой связи, отделение Лунинецкого филиала ОАО «АСБ Беларусбанк», баня, участок КУМПП ЖКХ «Лунинецкое ЖКХ», участок «Водоканала», комплексно-приемный пункт, а также ЧТПУП «Алвакс». Помимо этого, в деревне ведут свою деятельность индивидуальные предприниматели и ремесленники.

#### Полесская опытная станция мелиоративного земледелия и луговодства
В 1949 году была создана сельскохозяйственная артель на базе 4 колхозов: д. Дятловичи — «имени Молотова», в д. Боровцы «Комсомолец», в д. Куповцы «имени Фрунзе», на ст. Дятловичи «Путь Коммунизма». В 1950 произошло объединение попарно. В 1954 году объединили их в колхоз «имени Молотова», который в 1957 году переименован в колхоз «имени Калинина».
Со стороны жителей деревни создание колхоза было принято со скепсисом, о чём говорят воспоминания первого председателя колхоза «имени Молотова» В. Г. Каноновича:
«Паклікаў я народ на сход. Сбараліся ўсе. Я слова не паспеў сказаць, як нехта папярэдзіў падзеі, крыкнуў, што пачнуць у калгас запісваць. Разбегліся людзі ў момант, хто куды.
Давялося паказаць прыклад самому, ды жонцы. Уступілі ў калгас бацька, потым дзядзька, астатнія родзічы. Хадзілі па хатах — вывалакуць агспадара за лапці з-пад прыпечка і запішуць. Хто на крадзяжы ці на якой правіннасці пападаецца, таксама ў калгасны спіс заносяць.
І лёд крануўсяю Паступова ўсвядомілі, што іх жаданні палітыку ўрада не зменяць.»
В 2003 году реорганизован в СПК «Дятловичский», а в 2015 году в КСУП «Дятловичский». В 2019 предприятие ликвидировано, а его земли и имущество переданы Полесской опытной станции мелиоративного земледелия и луговодства (ранее была подчиненна Национальной академии наук Беларуси).
До ликвидации КСУП «Дятловичский» занимался производством сельскохозяйственной продукции как в растениеводческой отрасли, так и в животноводстве. Специализация предприятия — мясо-молочное скотоводство. Среднегодовое поголовье крупного рогатого скота 1598 голов, в том числе 740 голов молочного направления, 23 пчелосемьи. На предприятии работало 134 человека, имелось 6215 га сельхозугодий, из них пашни 3017 га.

#### Дятловичское лесничество и цех деревообработки Лунинецкого лесхоза
Дятловичское лесничество является одним из самых высокопроизводительных лесничеств ГЛХУ Лунинецкого лесхоза. На предприятии трудится 24 человека.
За 2015 год посажено 22 га леса, в 2016 году — 20,2 га. Произведено вырбуки на промпользование в 2015 году 11800 м3, главного пользования 5000 м3.
Цех деревообработки является современным цехом деревообработки. За 2015 год переработано сырья 26876 м3, выпущено 18736 м3 продукции. Постоянно производится отправка продукции (пилопродукция, дрова, кол окоренный) за пределы республики: Германия, Франция, Польша, Литва и т. д. В цеху трудится 47 человек.

## Транспорт
Через деревню проходит автомобильная дорога республиканского значения Р13 Лунинец — Синявка — Клецк.
Помимо этого деревню пересекает двухпутный участок железной дороги Лунинец-Барановичи. В деревне имеется два остановочных пункта: Сад и Дятловичи, который раньше являлся станцией.

## Торговля и бытовое обслуживание
Сфера торговли в деревне Дятловичи представлена 3 магазинами повседневного спроса, магазином продовольственных товаров, магазином промышленных товаров и закусочной «Світанак». Все магазины принадлежат Лунинецкому РайПО. Помимо этого в деревне функционирует один магазин частной формы собственности.
Бытовое обслуживание населения осуществляет комбинат бытового обслуживания. Жителям деревни оказываются такие услуги, как ремонт и индивидуальный пошив одежды и постельного белья, парикмахерские услуги, ремонт обуви, услуги химчистки и т. д.

## Здравоохранение
Медицинское обслуживание населения деревни осуществляется в сельской врачебной амбулатории, в том числе посредством машины «скорой медицинской помощи».

## Образование
История образования в деревне восходит к времени действия монастыря. Однако, первая церковноприходская школа была открыта уже после закрытия монастыря в 1884 г. В 1891 в ней занималось 3 мальчика, преподавал священник Л.Новицкий при помощи вольнонаемного учителя С. В. Шиша.
В настоящее время сфера образования представлена средней школой и ясли-садом. В учебном процессе задействован 51 учитель в школе и 12 воспитателей в ясли-саду. В школе обучается 373 учащихся, в ясли-саду воспитывается 89 детей.

## Культура
В деревне работают Дятловичский центральный сельский Дом культуры, библиотека, а также филиал детской музыкальной школы. Любительские объединения «Світанак» и «Вытокi» Дятловичского ЦСДК считаются одними из лучших фольклорных коллективов района. Коллектив «Вытокi» участвовал в проекте «Спеўны сход». Неоднократно объединения давали концерты как в разных уголках Беларуси, так и за её пределами.
В 1903 году в Дятловичах с экспедицией был академик филолог-славист, этнограф Е. Ф. Карский. Им в деревне были сделаны наблюдения, которые вошли в книгу, изданную по итогам экспедиции:
«В. Дзятлавічы Пінскага павета.
Насельніцтва беларускае, хаця суседзі называюць дзятлаўцаў хахламі, ды і самі яны лічаць сябе літвінамі, беларусаў іншых месцаў яны называюць „басякамі“. У мове, як і ў жыхароў Лунінца, іншы раз сказваюцца малорскія асаблівасці. Між тым памалароскі пачынаюць гаварыць бывалыя мужчыны, прычым часта абыякава дапускаюць асаблівасці то йі іншай мовы… Набліжаюць да малароскай разглядаемую гавору і зрэдку сустракаемыя з’яўленні „ы“ замест „о“ — кынь, пыйдзе. Да малароскіх асаблівасцей належыць аднесці даволі рэдкае з’яўленне на месцы „у“ — „і“ — дзі(е)д, хлі(е)ў, а ці я ві(е)даю. Ёсць рысы чыста беларускіія — дзеканне і цеканне ў поўным ходзе…».
Также академик приводит много характерных для дятловчан слов и фраз — уосень, озьмі, малцы, зрожай, кудэю, тудэю, німа, увесь, хорошае лошадзе, цёнгла дошч ідэць, радзюшка, уй шчоб ёго, там на поле трохо выедом.
Карский отметил ещё одну особенность Дятлович: «певень называецца — кабан, жывёла — тавар, гроб — дамавіны, ей-богу — босце».
Расположен музей ГУО «Дятловичская средняя школа».

## Достопримечательность
- Новопечерский Дятловичский Преображенский мужской монастырь (1823)[8] —  Историко-культурная ценность Республики Беларусь, шифр 113Г000457

- Могила жертв фашизма

## Галерея
- Спасо-Преображенский монастырь
- Брама Спасо-Преображенского монастыря
- Спасо-Преображенский монастырь